# Phare de Northport (ancien)
L'ancien phare de Northport (en anglais : Former Northport Back Range Light) est un phare d'alignement désactivé qui est situé à Alberton dans le Comté de Prince (Province de l'Île-du-Prince-Édouard), au Canada.
Ce phare a été géré par la Garde côtière canadienne .

## Histoire
Une paire de feux d'alignement a été réalisée en 1897 pour guider les navires dans le chenal menant au port de Cascumpec. En 1903, les deux tourelles à claire-voie ont été recouvertes d'un bardage de bois. Les deux ouvrages ont dû être changé de place, en 1910 et 1943, à cause du changement de l'alignement du chenal.
Le phare arrière, après sa désactivation en 1962, a été vendu et transféré pour être incorporer dans une résidence de deux étages.
Identifiant : ARLHS : CAN-355 .

### Lien connexe
- Liste des phares de l'Île-du-Prince-Édouard